# Rezerwat przyrody Zimna Woda (województwo łódzkie)
Rezerwat przyrody Zimna Woda – leśny rezerwat przyrody w gminie Rogów, w powiecie brzezińskim, w województwie łódzkim.
Zajmuje powierzchnię 5,93 ha (akt powołujący podawał 5,58 ha). Został powołany Zarządzeniem Ministra Leśnictwa z 12 maja 1954 roku (M.P. z 1954 r. nr 54, poz. 745). Celem ochrony rezerwatu jest zachowanie ze względów naukowych i dydaktycznych fragmentu lasu dębowego o cechach naturalnego grądu, typowego dla lasów tej części kraju.
Drzewostan rezerwatu tworzy dąb bezszypułkowy, sosna, buk oraz pojedyncze świerki, graby i topole osiki. W podszycie występuje m.in. kruszyna pospolita i porzeczka czarna, a w runie – przylaszczka pospolita, lilia złotogłów, konwalia majowa, borówka czarna, gwiazdnica wielkokwiatowa, zawilec gajowy oraz fiołek leśny i fiołek Rivina.
Rezerwat jest położony na gruntach należących do Szkoły Głównej Gospodarstwa Wiejskiego w Warszawie, zarządzanych przez Leśny Zakład Doświadczalny Szkoły Głównej Gospodarstwa Wiejskiego w Rogowie.
Według obowiązującego planu ochrony ustanowionego w 2013 roku (zmienionego w 2015), obszar rezerwatu objęty jest ochroną czynną.